# Zaleya
Zaleya is een geslacht uit de ijskruidfamilie (Aizoaceae). De soorten uit het geslacht komen voor in Afrika, op het eiland Madagaskar, in het zuidoostelijke deel van het Arabisch schiereiland, in Zuid-Azië en in de Australische deelstaat New South Wales.

## Soorten
- Zaleya camillei (Cordem.) H.E.K.Hartmann
- Zaleya decandra (L.) Burm.f.
- Zaleya galericulata (Melville) H.Eichler
- Zaleya govindia (Buch.-Ham. ex G.Don) N.C.Nair
- Zaleya pentandra (L.) C.Jeffrey
- Zaleya redimita (Melville) Bhandari

... · 
Antimima · 
Argyroderma · 
Carpobrotus · 
Disphyma · 
Dorotheanthus · 
Gibbaeum · 
Lapidaria · 
Lithops · 
Mesembryanthemum · 
Sceletium · 
Tetragonia · 
...